# 아야즈 뮈탤리보프
아야즈 니야지 오글루 뮈탤리보프(아제르바이잔어: Ayaz Niyazi oğlu Mütəllibov, 러시아어: Аяз Ниязи оглы (Ниязович) Муталибов 아야스 니야지 오글리(니야조비치) 무탈리보프[*], 1938년 5월 12일~2022년 3월 27일)는 아제르바이잔의 초대 대통령이며, 소련 아제르바이잔 소비에트 사회주의 공화국의 공산당 서기장직을 역임하였다.

## 일생
아야즈 뮈탤리보프는 1938년 5월 12일 아제르바이잔의 바쿠에서 출생하였다. 그는 학교를 졸업한 후 공산당에 입당했다. 1991년 소련으로부터 아제르바이잔이 독립한 이후 대통령에 당선됐다. 그러나 이듬해 자진 사퇴했다.

## 가족
뮈탤리보프는 아딜래 뮈탤리보바와 결혼하여 2남을 두었다. 장남은 아자드, 차남은 자우르이다. 그들 밑에는 손자인 타히르(Tahir)와 손녀인 매디내(Mədinə)가 있다. 2011년 8월 9일에 장남 아자드가 사망하였다.

## 역대 선거 결과
| 선거명      | 직책명                | 대수 | 정당                | 득표율 | 득표수      | 결과 | 당락 |
| ----------- | --------------------- | ---- | ------------------- | ------ | ----------- | ---- | ---- |
| 1991년 선거 | 아제르바이잔의 대통령 | 1대  | 아제르바이잔 공산당 | 98.53% | 3,275,837표 | 1위  |      |

## 같이 보기
- 아제르바이잔의 대통령
- 아제르바이잔 국민의회
- 아제르바이잔의 대외 관계